# Crawford County (Illinois)
Das Crawford County ist ein County im US-amerikanischen Bundesstaat Illinois. Im Jahr 2010 hatte das County 19.817 Einwohner und eine Bevölkerungsdichte von 17,3 Einwohnern pro Quadratkilometer. Der Verwaltungssitz (County Seat) ist die Stadt Robinson.

## Geografie
Das County liegt im Südosten von Illinois und grenzt – getrennt durch den Wabash River – an Indiana. Es hat eine Fläche von 1154 Quadratkilometern, wovon sechs Quadratkilometer Wasserflächen sind. An das Crawford County grenzen folgende Nachbarcountys:
|                 | Clark County    |                           |
| Jasper County   |                 | Sullivan County (Indiana) |
| Richland County | Lawrence County | Knox County (Indiana)     |

## Geschichte

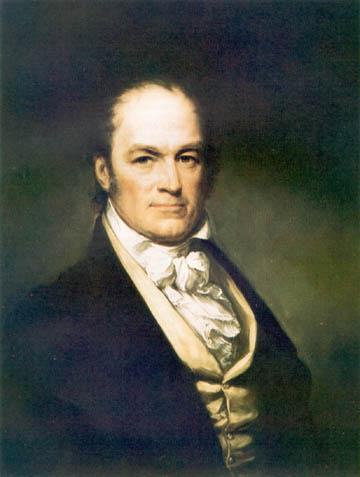
W. H. Crawford

Das Crawford County wurde am 31. Dezember 1816 aus einem Teil des Edwards County gebildet, das ehemals fast die Fläche der Hälfte aller heutigen Countys im Osten von Illinois hatte. Benannt wurde es nach William H. Crawford, der sowohl Staatsmann, Senator von Georgia, Kriegs- und Finanzminister, als auch Präsidentschaftskandidat 1824 war. 1821 wurde das Lawrence County aus Teilen des Crawford County gebildet und am 15. Februar 1831 das Jasper- und Effingham County. Der erste Verwaltungssitz war in der Stadt Palestine, wurde aber am 20. Mai 1818 nach Robinson verlagert, da diese Stadt im Zentrum des County lag. Zu Zeiten des Öl-Booms wurde im Crawford County mehr Öl gefördert als in ganz Texas.

## Demografische Daten
Nach der Volkszählung im Jahr 2010 lebten im Crawford County 19.817 Menschen in 7819 Haushalten. Die Bevölkerungsdichte betrug 17,3 Einwohner pro Quadratkilometer. In den 7819 Haushalten lebten statistisch je 2,47 Personen.
Ethnisch betrachtet setzte sich die Bevölkerung zusammen aus 93,3 Prozent Weißen, 4,9 Prozent Afroamerikanern, 0,3 Prozent amerikanischen Ureinwohnern, 0,5 Prozent Asiaten sowie aus anderen ethnischen Gruppen; 0,9 Prozent stammten von zwei oder mehr Ethnien ab. Unabhängig von der ethnischen Zugehörigkeit waren 2,1 Prozent der Bevölkerung spanischer oder lateinamerikanischer Abstammung.
20,4 Prozent der Bevölkerung waren unter 18 Jahre alt, 62,7 Prozent waren zwischen 18 und 64 und 16,9 Prozent waren 65 Jahre oder älter. 48,2 Prozent der Bevölkerung war weiblich.

Das jährliche Durchschnittseinkommen eines Haushalts lag bei 41.434 USD. Das Pro-Kopf-Einkommen betrug 21.545 USD. 16,9 Prozent der Einwohner lebten unterhalb der Armutsgrenze.

## Ortschaften im Crawford County
City
- Robinson

Villages
| - Flat Rock - Hutsonville - Oblong | - Palestine - Stoy |

Unincorporated Communities
| - Annapolis - Bellair - Dogwood - Duncanville - Gordon - Green Brier | - Hardinville - Heathsville - Kibbie - Landes - Morea - New Hebron | - Oil Center - Oil Grove - Pierceburg - Port Jackson - Porterville - Richwoods | - Riddleville1 - Trimble - Villas - West York |

1 – teilweise im Lawrence County

## Gliederung
Das Crawford County ist in zehn Townships eingeteilt:
| Township             | Einwohner (2010) | FIPS     |
| -------------------- | ---------------- | -------- |
| Honey Creek Township | 1563             | 17-35970 |
| Hutsonville Township | 1177             | 17-36854 |
| Lamotte Township     | 2046             | 17-41833 |
| Licking Township     | 448              | 17-43315 |
| Martin Township      | 531              | 17-47202 |
| Montgomery Township  | 672              | 17-50205 |
| Oblong Township      | 2789             | 17-55119 |
| Prairie Township     | 594              | 17-61470 |
| Robinson Township    | 9900             | 17-64720 |
| Southwest Township   | 97               | 17-71344 |